# Pasar Baru (Sei Tualang Raso)
Pasar Baru is een bestuurslaag in het regentschap Tanjung Balai van de provincie Noord-Sumatra, Indonesië. Pasar Baru telt 7707 inwoners (volkstelling 2010).